# Kreuz Feuchtwangen/Crailsheim
Het Kreuz Feuchtwangen/Crailsheim is een knooppunt in de Duitse deelstaat Beieren. Op dit knooppunt kruist de A7 (Flensburg-Füssen) de A6 (Saarbrücken-Waidhaus).

## Richtingen knooppunt
| Aansluitende wegen                      | Aansluitende wegen | Aansluitende wegen                      | Aansluitende wegen | Aansluitende wegen                              |
| --------------------------------------- | ------------------ | --------------------------------------- | ------------------ | ----------------------------------------------- |
|                                         |                    | richting Würzburg Rothenburg o.d.T.     |                    | richting Feuchtwangen-Nord Ansbach / Neurenberg |
|                                         |                    |                                         |                    |                                                 |
| richting Heilbronn / Mannheim Stuttgart |                    |                                         |                    |                                                 |
|                                         |                    |                                         |                    |                                                 |
|                                         |                    | richting Feuchtwangen-West Ulm / Füssen |                    |                                                 |